# Comuna de Biała Rawska
Biała Rawska (polaco: Gmina Biała Rawska) é uma gminy (comuna) na Polónia, na voivodia de Lodz e no condado de Rawski.
De acordo com os censos de 2004, a comuna tem 11 603 habitantes, com uma densidade 55,7 hab/km².

## Área
Estende-se por uma área de 208,41 km², incluindo:
- área agricola: 85%
- área florestal: 9%

## Demografia
Dados de 30 de Junho 2004:
De acordo com dados de 2002, o rendimento médio per capita ascendia a 1285,74 zł.

## Comunas vizinhas
- Błędów, Kowiesy, Mszczonów, Nowy Kawęczyn, Rawa Mazowiecka, Regnów, Sadkowice